# Batalla de Chemulpo
La batalla de Chemulpo fue una batalla naval que tuvo lugar el 9 de febrero de 1904 en el puerto del mismo nombre, en Corea (hoy, Corea del Sur), en el marco de la guerra ruso-japonesa (1904-1905), enfrentando a la Marina de la Rusia Imperial con la Armada Imperial Japonesa.

## Desarrollo de la batalla
El 8 de febrero, una flota japonesa se había presentado ante el puerto de Chemulpo (hoy en día Inchon, en Corea), desembarcando allí un contingente de soldados. En el puerto se encontraban fondeados dos barcos de guerra rusos, el crucero Varyag y la cañonera Korietz, que presenciaron el desembarco de las tropas niponas sin intervenir. Bien es verdad que la guerra no había sido oficialmente declarada (no lo sería hasta el 10 de febrero) y, aunque este hecho no suponía trabas para los japoneses —que ese mismo día atacaron la base naval de Port Arthur— sí que entorpeció a los rusos, más formalistas.

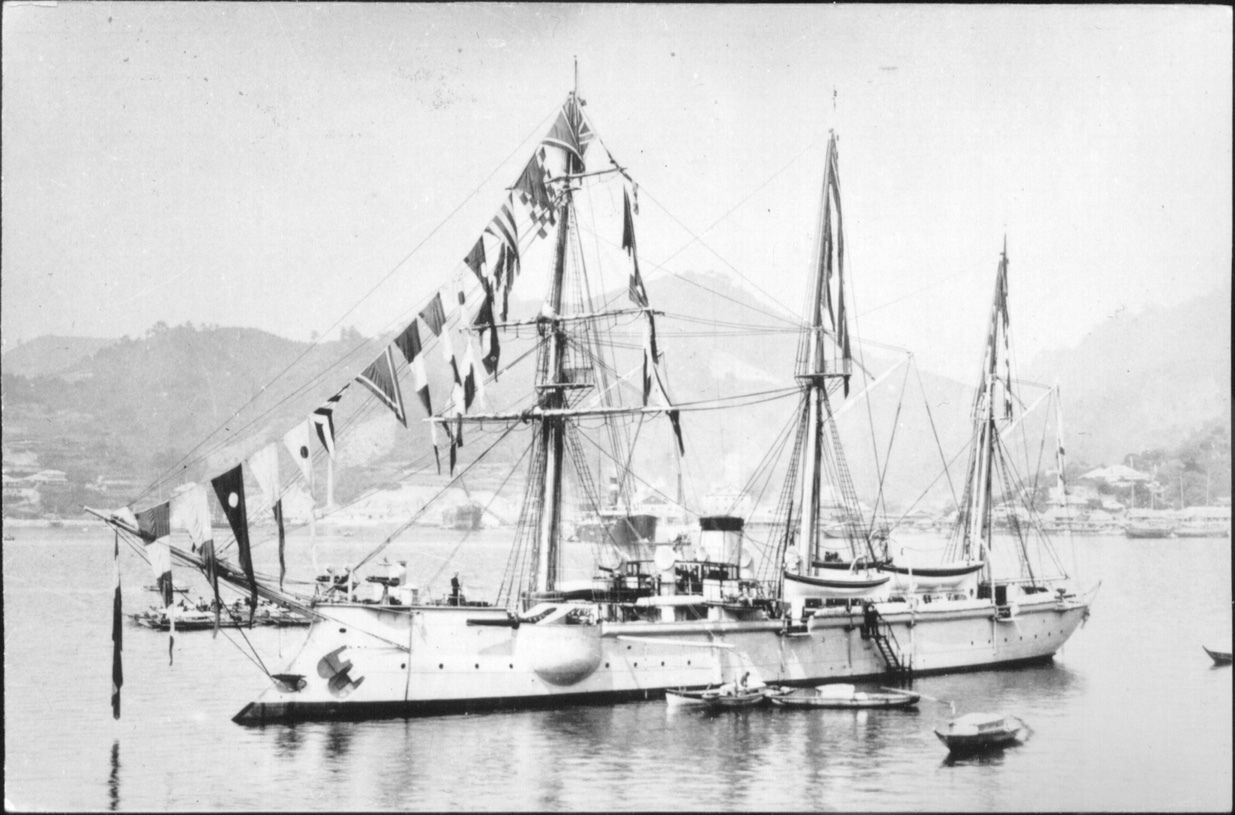
Cañonero Koreets.

Al día siguiente, el contralmirante japonés Uryu Sotokichi dirigió un ultimátum al capitán ruso Vsevolod Rudnev, comandante del Varyag, para conminarle al abandono del puerto, aunque se trataba de un puerto teóricamente neutral, so pena de destruir su pequeña flota. Tras mantener conversaciones con los capitanes de otros cuatro buques de guerra extranjeros (italiano, británico, estadounidense y francés) que se hallaban igualmente anclados en el puerto y que se indignaron por no respetarse la neutralidad del mismo, Rudnev indicó que rechazaba someterse a la imposición japonesa, a la vez que comunicó su intención de alcanzar las aguas internacionales, para respetar la reglamentación bélica, antes de iniciar el combate contra los buques japoneses, a pesar de la aplastante disparidad de fuerzas, todo ello por el honor de la Marina de Guerra rusa.
Así pues, el Varyag aparejó, siendo seguido por el Korietz, para intentar ganar alta mar. Sin embargo, la escuadra naval japonesa no les concedió la oportunidad y ambos buques fueron acribillados por la artillería de los barcos japoneses. Alcanzado y con daños de consideración, el Varyag fue saboteado por su propia tripulación. Aunque se hallaba todavía indemne, el Korietz padeció una suerte similar, puesto que los marinos rusos comprendieron la inutilidad de sus esfuerzos, a la vez que deseaban evitar que su barco cayese intacto en manos enemigas. Los rusos tuvieron durante el combate un total de 222 bajas, entre muertos y heridos, mientras que los japoneses no sufrieron ninguna baja.
El Varyag fue más tarde reflotado por los japoneses, que lo pusieron en servicio en su propia Armada Imperial con el nombre de Soya, para venderlo, doce años después, a la propia Rusia, durante la Primera Guerra Mundial, en la que ambos países combatieron como aliados con las Potencias Aliadas.

## Buques participantes en la batalla
- Imperio ruso
  - Varyag, crucero, capitán Rudnev
  - Korietz, cañonera

- Japón
  - Naniwa, crucero, contralmirante Uryu
  - Asama, crucero
  - Takachino, crucero
  - Niitaka, crucero
  - Akashi, crucero
  - Chiyoda, crucero
  - Chidori, torpedero
  - Hayabusa, torpedero
  - Kasasagi, torpedero